# Januari 2006
Dit artikel geeft een chronologisch overzicht van alle belangrijke gebeurtenissen per dag in de maand januari van het jaar 2006.

## Gebeurtenissen

### 1 januari
- De gemeenten Katwijk, Rijnsburg, en Valkenburg fuseren tot een nieuwe gemeente Katwijk van circa 61 000 inwoners.
- De gemeenten Sassenheim, Voorhout en Warmond fuseren tot een nieuwe gemeente Teylingen van circa 34 800 inwoners.
- De gemeenten Leersum, Amerongen, Doorn, Driebergen-Rijsenburg en Maarn fuseren tot een nieuwe gemeente Utrechtse Heuvelrug van circa 49 000 inwoners.
- Het nieuwe Groningse voetbalstadion de Euroborg wordt in gebruik genomen.
- In Latijns-Amerika vallen minstens 90 doden tijdens de nieuwjaarsnacht. De meeste slachtoffers zijn te betreuren omdat om middernacht met vuurwapens in de lucht wordt geschoten. In El Salvador zijn er 33 doden en 89 gewonden, in Paraguay 19 doden, in Guatemala 18, in Costa Rica 15, in Colombia drie, in Brazilië één dode en in Mexico ook één.
- In Mexico beginnen de Zapatisten hun 'alternatieve campagne' in aanloop naar de presidentsverkiezingen op 2 juli aanstaande. Ze geven evenwel geen stemadvies.
- De Australische voetbalbond stapt van de OFC naar de AFC.

### 2 januari
- In het Beierse Bad Reichenhall stort het dak van een kunstijsbaan in door hevige sneeuwval. Vijftien mensen komen om het leven en ongeveer 35 raken gewond.

### 4 januari
- De Israëlische premier Ariel Sharon wordt door een ernstige hersenbloeding getroffen, en daarom nogmaals opgenomen in het Hadassah Ein Kerem-ziekenhuis in Jeruzalem.

### 5 januari
- De rechtbank in Amsterdam laat opnieuw een verdachte vrij in het proces tegen de Hofstadgroep.

### 9 januari
- Mehmet Ali Ağca, de man die probeerde Paus Johannes Paulus II te vermoorden, komt vrij.

### 10 januari
- Een getuige verklaart dat leden van de Hofstadgroep op de hoogte waren van Mohammed Bouyeri's plannen om Theo van Gogh te vermoorden.
- Staatssecretaris Van Geel besluit dat de Kernenergiecentrale Borssele open mag blijven tot 2033.
- Rik Daems treedt af als fractieleider van de VLD in de Kamer van volksvertegenwoordigers, omdat hij een relatie blijkt te hebben met een Kamerlid van de PS, Sophie Pécriaux.

### 11 januari
- de Voedsel- en Landbouworganisatie van de VN waarschuwt voor uitbreiding van de vogelpest naar naburige landen van Turkije
- D66 dreigt met een kabinetscrisis vanwege de verdere inzet van militairen in Afghanistan.

### 12 januari
- 363 moslims komen om tijdens de jamrah, de rituele steniging van de duivel, tijdens de Hadj in Mekka.
- Amfibieën en met name de populatie van kikkers in Midden- en Zuid-Amerika lijden sterk onder klimaatverandering, doordat deze de condities voor de voor kikkers dodelijke schimmels verbetert
- Allereerste Galileo navigatie-uitzendingen vanuit de ruimte.

### 14 januari
- Brusselaar niet besmet met het vogelgriepvirus.

### 15 januari
- Debutant Jelle Klaasen wint het Lakeside-toernooi, het officieuze wereldkampioenschap darts.
- Ruimtevaartuig Stardust landt veilig op aarde.
- Michelle Bachelet wordt verkozen tot presidente van Chili.

### 16 januari
- Internationaal Atoomenergie Agentschap-hoofd Mohammed el-Baradei sluit in een interview in het Amerikaanse blad Newsweek geweld tegen Iran niet uit om dit land tot volledige openheid over haar atoomprogramma te dwingen
- Volgens geruchten heeft de Thaise minister-president Thaksin Shinawatra al zijn aandelen in het familiebedrijf Shin Corp verkocht aan een bedrijf in Singapore voor twee miljard US dollar.
- Ellen Johnson Sirleaf wordt beëdigd als presidente van Liberia.

### 17 januari
- Deze week gaat het testen van de HSL-Zuid van start. Het zal de eerste keer zijn dat een trein met 250 km/h door Nederland rijdt.

### 18 januari
- Op de A28 bij Assen vinden twee kettingbotsingen plaats. Deze zijn mogelijk veroorzaakt door het gebruik van rookpotten op een nabijgelegen militair oefenterrein.
- De extreme kou tot -30 graden Celsius die Moskou en een deel van Rusland in haar greep houdt heeft al aan tientallen mensen het leven gekost, vooral daklozen.

### 19 januari
- Het computervirus wordt 20 jaar oud.
- De NASA lanceert de New Horizons-sonde om Pluto te gaan verkennen.

### 20 januari
- In de Theems in Londen wordt een butskop gesignaleerd. Hij heeft zijn reddingsoperatie op 21 januari niet overleefd.

### 22 januari
- Evo Morales wordt president van Bolivia.

### 24 januari
- De Conservatief Stephen Harper wint de federale verkiezingen in Canada. Hij wordt de nieuwe minister-president na 12 jaar Liberale overhand.

### 25 januari
- Bij verkiezingen in de Palestijnse Gebieden haalt Hamas de absolute meerderheid. In het nieuwe parlement krijgt deze, in het Westen als terroristisch beschouwde, beweging 74 van de 132 zetels.
- Tegen vermeende leden van de Hofstadgroep worden gevangenisstraffen geëist tot twintig jaar.

### 26 januari
- In de gevangenis van Zwolle komt een callcenter, waar gedetineerden donateurs voor goede doelen gaan werven.

### 27 januari
- De partij PAR van demissionair premier Etienne Ys is de grote winnaar van de verkiezingen voor de Staten van de Nederlandse Antillen.

### 28 januari
- In de Poolse plaats Chorzów bij Katowice stort het dak van een hal in tijdens een duivenbeurs. Er vallen ten minste 66 doden, onder wie een Belg en ten minste één Nederlander, en er zijn veel gewonden.

### 30 januari
- De Europese Unie dreigt de financiële steun aan de Palestijnse gebieden te beëindigen als Hamas het geweld tegen Israël niet afzweert.
- De Nederlandse crimineel Willem Holleeder wordt gearresteerd op verdenking van afpersing en mishandeling van onroerendgoedhandelaren. Een van de slachtoffers zou Willem Endstra zijn geweest.

### 31 januari
- In Het Kanaal is er een aanvaring tussen een tanker geladen met fosforzuur en een vrachtschip. De tanker zinkt de volgende ochtend.
- De Amerikaanse Senaat stemt in met de benoeming van Samuel Alito tot rechter van het Hooggerechtshof.
- Alan Greenspan zal vandaag opstappen als voorzitter van de Federal Reserve, na haast 19 jaar dienstverband. Ben Bernanke is zijn opvolger.
- Laurus gaat haar onderdelen Edah en Konmar verkopen.

<< · januari · februari · maart · april · mei · juni · juli · augustus · september · oktober · november · december · >>